# Groźnica niema
Groźnica niema (Lachesis muta), inaczej bushmaster, po indiańsku: surukuku, surukusu, shushupe – gatunek jadowitego węża z podrodziny grzechotnikowatych (Crotalinae) w obrębie rodziny żmijowatych (Viperidae).
Żyje w lasach tropikalnych Ameryki Południowej – w Kolumbii, Wenezueli, Gujanie, Surinamie, Gujanie Francuskiej, Brazylii, Ekwadorze, Peru i Boliwii, także na Trynidadzie. Za podgatunek groźnicy niemej uznawano występujący we wschodniej Brazylii Lachesis rhombeata, ale w 2024 roku przywrócono mu status odrębnego gatunku.
Wąż ten osiąga długość 2–4,3 m, grubość 10 cm. Zamiast grzechotki na ogonie występuje kolec, nie ostrzega ona grzechotaniem o swojej obecności, stąd nazwa „niema”. Ubarwienie żółtoszare lub czerwono-brunatne z dużymi, ciemnymi, trójkątnymi plamami.
Największy przedstawiciel żmijowatych i największy jadowity wąż półkuli zachodniej. Zęby jadowe dochodzą do 2,5 cm długości. Ukąszenie surukuku jest dla człowieka śmiertelne, bo choć jej jad jest mniej toksyczny niż niektórych innych grzechotników, to jednak wstrzykuje go w dużych ilościach (5–6 ml w jednym wstrzyknięciu). 20% ukąszeń kończy się śmiercią.
Wąż rzadki, występuje w słabo zaludnionych terenach leśnych, aktywny w nocy. Dzięki temu liczba pokąsań jest mała, choć miejscowa ludność bardzo obawia się tego węża. Indianie polują na nią i spożywają jej mięso po odcięciu głowy. Groźnica odżywia się małymi ssakami, ale może też upolować niewielkiego jelenia. Groźnica niema jest wężem jajorodnym. Jednorazowo składa 30–50 jaj
Jadu groźnicy używa się w praktykach homeopatycznych w bardzo wielkich rozcieńczeniach, ponieważ zawiera składnik zwiększający krzepliwość krwi. W niewoli surukuku nie przyjmuje posiłków, w związku z czym ciężko jest o zaopatrywanie laboratoriów w jad tego węża w celach farmaceutycznych.